# Gaetano Fasanotti
Gaetano Fasanotti (Milano, 1831 – Milano, 6 febbraio 1882) è stato un pittore italiano.

## Biografia
Nato a Milano nel 1831, non frequenta Accademie artistiche ufficiali.
Nel 1848 prende parte come volontario alla Prima Guerra d'Indipendenza, circostanze che lo influenzano a orientarsi verso la pittura storica (La discesa di Berengario in Italia); sotto l'influenza del maestro Giovanni Renica, del quale è allievo privato, si dedica successivamente alla pittura vedutista di paesaggibrianzoli, delle Prealpi Lombarde e della Valsassina.
Dopo il discreto successo ottenuto con Veduta dal vero nell'Oberland, acquistata nel 1858 dall'Accademia di belle arti di Brera, dal 1860 al 1864 è titolare della cattedra di Paesaggio della stessa Accademia, dove introduce per la prima volta la pratica della pittura a stretto contatto con la natura da parte degli allievi in contrasto all'accademismo romantico; questa novità viene osteggiata dal consiglio accademico e dalla critica, che lo costringe a rassegnare le dimissioni dall'incarico.
Partecipa a importanti manifestazioni internazionali, come l'Esposizione Universale di Parigi del 1867, l'Esposizione Universale di Monaco del 1869 e l'Esposizione universale di Vienna del 1873.
Colpito da problemi di salute, nel 1880 deve sospendere la sua attività: muore a Milano il 6 febbraio 1882.
Tra gli allievi, Filippo Carcano, Eugenio Gignous, Guido Ricci (1836 – 1897), Federico Ashton e i fratelli Ernesto e Leonardo Bazzaro.

## Stile
(Fra quadri e statue, Seconda Esposizione Nazionale di Belle Arti di Milano, 1873)
Riconosciuto come uno dei principali esponenti del paesaggismo verista lombardo, segmento sviluppatosi in Italia dopo il 1860 su influenza della scuola germanica guidata da Andreas Achenbach e dallo svizzero Alexandre Calame.
Si contraddistingue per una resa naturalistica en plein air di forte impatto visivo, nelle tele e negli acquarelli, dove schiarisce la tela rinunciando agli effetti di chiaroscuro propri del Romanticismo e con un'analisi minuziosa dei particolari.

## Opere principali
- La discesa di Berengario in Italia (1856), olio su tela, Accademia Carrara, Bergamo;
- Brughiera nei dintorni di Gallarate (1857), olio su tela, collezione privata;
- Pianura d'Interlaken (1858), olio su tela, collezione privata[9];
- Veduta dal vero nell'Oberland (1858), olio su tela, Pinacoteca di Brera, Milano;
- Un'Alpe in Lombardia (1859), olio su tela, collezione privata;
- Pianura lombarda (1859), olio su tela, Museo Vincenzo Vela, Ligornetto;
- Copia di Van Haanen (1860), olio su tela, Musei Civici di Milano;
- Veduta dal vero nei dintorni della Valsassina (1862), olio su tela, collezione privata;
- Un'Alpe nel Canton Ticino (1866), olio su tela, collezione privata;
- Veduta presa nei contorni di Milano (1867), olio su tela, Galleria d'Arte Moderna, Milano;
- Paesaggio lombardo (1870), olio su tela, collezione privata;
- Lago del piano in Val di Menaggio (1870), olio su tela, collezione privata[10];
- L'ossario di Solferino nel giorno dell'inaugurazione (1870-1871), olio su tela, collezione privata;
- Contadina nutre i polli al mulino (1871), olio su tela, Accademia Carrara, Bergamo[11];
- Le lanche del Ticino (1872), olio su tela, collezione privata[12];
- Bosco in Valsassina (1872), olio su tela, collezione privata;
- Paesaggio con armenti (1873), olio su tela, Villa Necchi Campiglio, Milano[13];
- Marina con pescatori (1874), olio su tela, collezione privata;
- Campo di biade (non datata), olio su tela, Museo civico Ala Ponzone, Cremona;
- Paesaggio alpino (non datata), olio su tela, Musei civici di Pavia;
- Canale d'Ischia (non datata), olio su tela, Galleria d'Arte Moderna, Milano[14];
- Marina (non datata), olio su tela, Galleria d'Arte Moderna, Milano;
- Dintorni di Milano (non datata), olio su tela, Galleria d'Arte Moderna, Milano;
- Giochi di bimbi sulle Grigne (non datata), olio su tela, collezione privata.